# Horcajo de las Torres
Horcajo de las Torres es un municipio de España perteneciente a la provincia de Ávila, en la comunidad autónoma de Castilla y León. Situado en la parte norte de la provincia, forma parte de la comarca tradicional de La Moraña.  Tiene una población de 441 habitantes (INE 2024).

## Símbolos
El escudo heráldico y la bandera que representan al municipio fueron aprobados oficialmente el 20 de marzo de 1996. El escudo se blasona de la siguiente manera:

«Escudo cortado. Primero de sinople perla de planta ondeada y centrada en abismo. Segundo de gules, un castillo de oro donjonado de tres torres, mazonado de sable y aclarado de azur. Al timbre Corona Real de España.»
Boletín Oficial de Castilla y León nº 77 de 22 de abril de 1996

La descripción textual de la bandera es la siguiente:

Bandera rectangular de proporciones 2:3, formada por un paño blanco con orla danchada con dientes rojos y blancos alternados. Al centro el escudo municipal.»
Boletín Oficial de Castilla y León nº 77 de 22 de abril de 1996

## Geografía
El término municipal posee 47,32 km² de superficie. Está recorrido por el cauce del río Trabancos, que pasa junto al núcleo urbano, entre los parajes de las Cañadas y los Carcabones. Su cauce suele estar seco aunque últimamente[¿cuándo?] se suele ver agua. El término municipal está atravesado también de sur a norte por el río Regamón, río que confluye en el Trabancos en el límite del término municipal de Madrigal, y el río Minine (afluente del Regamón), ambos ríos suelen estar secos salvo en periodos lluviosos del invierno y parte de la primavera. La localidad está situada a una altitud de 820 m s. n. m.
| Noroeste: Cantalapiedra (provincia de Salamanca)         | Norte: Madrigal de las Altas Torres  | Noreste: Madrigal de las Altas Torres |
| Oeste: Palaciosrubios (provincia de Salamanca)           |                                      | Este: Madrigal de las Altas Torres    |
| Suroeste: Zorita de la Frontera (provincia de Salamanca) | Sur: Rágama (provincia de Salamanca) | Sureste: Rasueros                     |

El clima es bastante extremo, tratándose de un clima Mediterráneo, el cual se caracteriza por ser caluroso en verano y frío en invierno, con las mismas características de la meseta.

### Comunicaciones
Se encuentra a 80 km de la capital provincial y posee una comunicación muy limitada, por carretera con Madrigal de las Altas Torres, a 8 km, y con Rasueros, a 5 km. La localidad se encuentra a 820 m s. n. m. Hace unos años el camino de concentración parcelaria que unía la localidad con el municipio salmantino de Palacios Rubios fue asfaltado en su totalidad, encontrándose el firme en perfecto estado actualmente.[cita requerida]

## Demografía
Horcajo de las Torres cuenta con una población de 441 habitantes (INE 2024).
| Gráfica de evolución demográfica de Horcajo de las Torres entre 1842 y 2021                                           |
| |
| Población de derecho según los censos de población del INE. Población de hecho según los censos de población del INE. |

## Administración y política
| Periodo   | Nombre                    | Partido |
| --------- | ------------------------- | ------- |
| 1983-1987 | Fructuoso Corona Blanco   | AP      |
| 1987-1991 | Fructuoso Corona Blanco   | PP      |
| 1991-1995 | Fructuoso Corona Blanco   | PP      |
| 1995-1999 | Fructuoso Corona Blanco   | PP      |
| 1999-2003 | Fructuoso Corona Blanco   | PP      |
| 2003-2007 | Fructuoso Corona Blanco   | PP      |
| 2007-2011 | Álvaro Ortega Alonso      | PSOE    |
| 2011-2015 | Álvaro Ortega Alonso      | PSOE    |
| 2015-2019 | Álvaro Ortega Alonso      | PSOE    |
| 2019-2023 | Gustavo Domínguez Sánchez | PP      |

| Gráfica de evolución de la deuda viva del ayuntamiento entre 2008 y 2014                             |
| |
| Deuda viva del ayuntamiento en miles de Euros según datos del Ministerio de Hacienda y Ad. Públicas. |

La deuda viva municipal por habitante en 2014 ascendía a 0 €.

## Cultura
Su palacio está incluido en la Ruta de Carlos V.[cita requerida]
El 9 de enero se celebra la fiesta de San Julián y Santa Basilisa, con motivo de esta festividad el día 5 de enero, la asociación taurina de esta localidad, presidida por Raúl García Martín celebra el primer encierro del año de la región, el 15 de mayo San Isidro y el fin de semana del 24 de agosto se celebran las fiestas de Nuestra Señora del Horcajuelo.[cita requerida]